# パララトン
『パララトン（諸王の物語）』は、カウィ語（古ジャワ語）で記されたジャワの歴史年代記である:187。『カトゥトラニラ・ケン・アロック（ケン・アロックの物語）』とも呼ばれる。フォリオ判32ページ（1126行）の比較的短いテキストに、ジャワ島東部のシンガサリ王とマジャパヒト王の歴史が記されている。
パララトンの記述は、シンガサリ王国（1222年-1292年）の建国者であるケン・アロックより始まる。記述のほぼ半分が、1222年に即位する前のケン・アロックについての物語である。この部分は明らかに神話的な性格を帯びている。その後、年代順に短い物語の断片がいくつも続く。ここで記録された出来事の多くは、年代が記されている。終盤になるにつれ、歴史叙述の断片はどんどん短くなり、マジャパヒト王国の王家のメンバーに関する系譜の情報が混じっている。
写本の最も古い奥付には西暦1486年の日付があるので、テキストの最後の部分は西暦1481年から1600年の間に書かれたものと考えられる。

## 表題
この年代記は『パララトン』の名で一般的に知られているが、この表題は本文にはなく、現存する写本の約半数の奥付にのみ記載されている。本文は、「こうして、ケン・アンロックの物語は始まった」という記述で始まる。このことから、このタイトルが原題であるか、少なくともケン・アンロックの生涯に焦点を当てた最初の部分のタイトルであったことがわかる。J.L.A.ブランデスが出版したテキストには、「Serat Pararaton atawa Katuturanira Ken Angrok ("The Book of Kings, or the Story of Ken Angrok")」と両方のタイトルを記載している。
この史料の最も広く受け入れられているタイトルは『パララトン』であり、しばしば『諸王の書（Book of Kings）』と訳される。この名称は明らかに語幹のラトゥ（ratu/君主を意味する）から派生したものである。厳密には、ratuという単語は性別を問わないので、「王」ではなく「君主」あるいは「王族」と訳すべきである。ratuからpararatonへの派生については不明な所もあるが、形態的には明らかに複数を表す。したがって、パララトンという用語は、「君主たち（The Monarchs）」または「高貴なる者たち（The Royals）」とするのが最も適切である。

## 内容
『パララトン』には、史実として認めがたい箇所がいくつかある。特にケン・アンロックの前半生について語る冒頭部分では、史実と伝承が入り交じっている。C.C. Bergなどの学者は、このような史書は超自然的で非歴史的であり、過去を記録するためのものではなく、未来の出来事を決定するためのものだとする。しかし、大多数の学者は『パララトン』の歴史性をある程度認め、現存する碑文や中国の史書との対応関係を指摘し、有効な解釈が考え得る写本の枠組みを受け入れている。
この史書はマジャパヒト王国の末期に書かれたものであり、ジャワ的な世界観へ内向する歴史観を反映していると評されている。
2001年、ハンス・ラスは『パララトン』をパラヴァ・カンガル碑文（732 AD）、シヴァグハ碑文（856 AD）、カルカッタ・ストーン（1041 AD）、ババッド・タナ・ジャウィ（1836 AD）と比較している。これらは、性格、構造、機能において明確な類似性を示し、また、マレー歴史学のテキストとも類似している。